# یواس‌آرسی کیوانی
یواس‌آرسی کیوانی (به انگلیسی: USRC Kewanee) یک کشتی بود که طول آن ۱۳۰ فوت (۴۰ متر) بود. این کشتی  در سال ۱۸۶۳ ساخته شد.